# Nguyễn Trường Giang
Nguyễn Trường Giang (sinh ngày 7 tháng 8 năm 1971) là một chính trị gia người Việt Nam. Ông hiện là đại biểu Quốc hội Việt Nam khóa XIV nhiệm kì 2016-2021, thuộc đoàn đại biểu quốc hội tỉnh Đắk Nông, Phó Chủ nhiệm Ủy ban Pháp luật của Quốc hội, Phó Chủ tịch Nhóm nghị sĩ hữu nghị Việt Nam - EP (Đại biểu chuyên trách Trung ương). Lần đầu ông được trung ương giới thiệu ứng cử và đã trúng cử đại biểu Quốc hội năm 2016 ở đơn vị bầu cử số 1, tỉnh Đắk Nông gồm có thị xã Gia Nghĩa và các huyện: Đắk Glong, Đắk R'Lấp, Tuy Đức, Đắk Song.

## Xuất thân
Nguyễn Trường Giang sinh ngày 7 tháng 8 năm 1971 quê quán ở phường Tân Hồng, thành phố Từ Sơn, tỉnh Bắc Ninh.
Ông hiện cư trú ở Số 10B, ngách 20, ngõ 82, Kim Mã, quận Ba Đình, thành phố Hà Nội.

## Giáo dục
- Giáo dục phổ thông: 10/10
- Cử nhân Luật
- Thạc sĩ Luật
- Cao cấp lí luận chính trị

## Sự nghiệp
Ông gia nhập Đảng Cộng sản Việt Nam vào ngày 14/5/2001.
Lần đầu ông được trung ương giới thiệu ứng cử ứng cử đại biểu Quốc hội Việt Nam khóa 14 vào tháng 5 năm 2016 khi ông đang là Trợ lý Phó Chủ tịch Quốc hội Việt Nam, Chủ tịch Công đoàn bộ phận Vụ Pháp luật, Văn phòng Quốc hội Việt Nam, làm việc ở Văn phòng Quốc hội Việt Nam.
Ông đã trúng cử đại biểu quốc hội năm 2016 ở đơn vị bầu cử số 1, tỉnh Đắk Nông gồm có thị xã Gia Nghĩa và các huyện: Đắk Glong, Đắk R'Lấp, Tuy Đức, Đắk Song, được 170.156 phiếu, đạt tỷ lệ 79,11% số phiếu hợp lệ.
Ông hiện là Phó Chủ nhiệm Ủy ban Pháp luật của Quốc hội, Phó Tổng Thư ký Quốc hội, Phó Chủ tịch Nhóm nghị sĩ hữu nghị Việt Nam - EP (Đại biểu chuyên trách Trung ương).
Ông đang làm việc ở Ủy ban pháp luật của Quốc hội